# Lomandra bracteata
Lomandra bracteata är en sparrisväxtart som beskrevs av Alma Theodora Lee. Lomandra bracteata ingår i släktet Lomandra och familjen sparrisväxter. Inga underarter finns listade i Catalogue of Life.